# Teles de Mégara
Teles de Mégara (em grego:  Τέλης; fl. c. 235 a.C.), foi um filósofo e professor cínico. Ele escreveu vários discursos (diátribos), sete fragmentos dos quais foram preservados por Estobeu.

## Vida
Nada se sabe sobre Teles, exceto pelas informações limitadas que ele revela em seus escritos. Em seu discurso Sobre o Exílio, ele se refere aos eventos da Guerra Cremonidiana na década de 260 a.C. e faz uma referência específica ao governo de Hipomedão na Trácia sob Ptolomeu III Evérgeta nos anos seguintes a 241 a.C., portanto, este discurso foi escrito logo após esta data. Sua cidade natal é incerta: ele faz várias referências indiretas a Mégara que mostram que ele vivia e lecionava lá, mas é possível que ele tenha vindo de Atenas. Em Mégara, Teles dirigia uma escola onde ensinava filosofia cínica, selecionando ensinamentos de filósofos anteriores e distribuindo-os a seus alunos.

## Trabalhos
Sete extratos das palestras de Teles, totalizando cerca de trinta páginas, foram preservados por Estobeu, embora as próprias seleções de Estobeu venham de um epítome anterior de um Teodoro desconhecido. Assim, o que sobreviveu é uma série de extratos de extratos, e é bem possível que entre Teles e Teodoro, ou Teodoro e Estobeu, os escritos tenham passado por um processo de edição posterior. Os sete extratos são:
1. Περὶ τοῦ δοϰεῖν ϰαὶ τοῦ εἶναι — Sobre a Aparência e o Ser
2. Περὶ αὐταρκείας — Sobre a Auto-Suficiência
3. Περὶ φυγῆς — Sobre o Exílio
4. Σύγκρασις πενίας καὶ πλούτου — Uma Comparação Entre Pobreza e Riqueza
5. Περὶ τοῦ μὴ εἶναι τέλος ἡδονήν — Sobre o Prazer Não Ser o Objetivo da Vida
6. Περὶ περιστάσεων — Sobre as Circunstâncias
7. Περὶ ἀπαθείας — Sobre a Liberdade da Paixão

Como escritor, Teles foi considerado deficiente em virtudes literárias e lógicas, mas isso pode refletir a maneira pela qual suas obras foram editadas e compactadas por Teodoro, Estebeu e outros. O valor de seus escritos reside no fato de que são os primeiros discursos cínicos (diátribos) a sobreviver e fornecem uma visão do mundo helenístico em que Teles viveu. Suas obras fazem menção frequente de Sócrates e Diógenes, e ele preserva fragmentos importantes das obras de Crates de Tebas, Metrocles, Estilpo e Bion de Boristene. Sem ele, saberia-se pouco sobre o diátribo cínico no século III a.C. e saberíamos muito menos sobre Bion.